# Le Bunker de La Rochelle

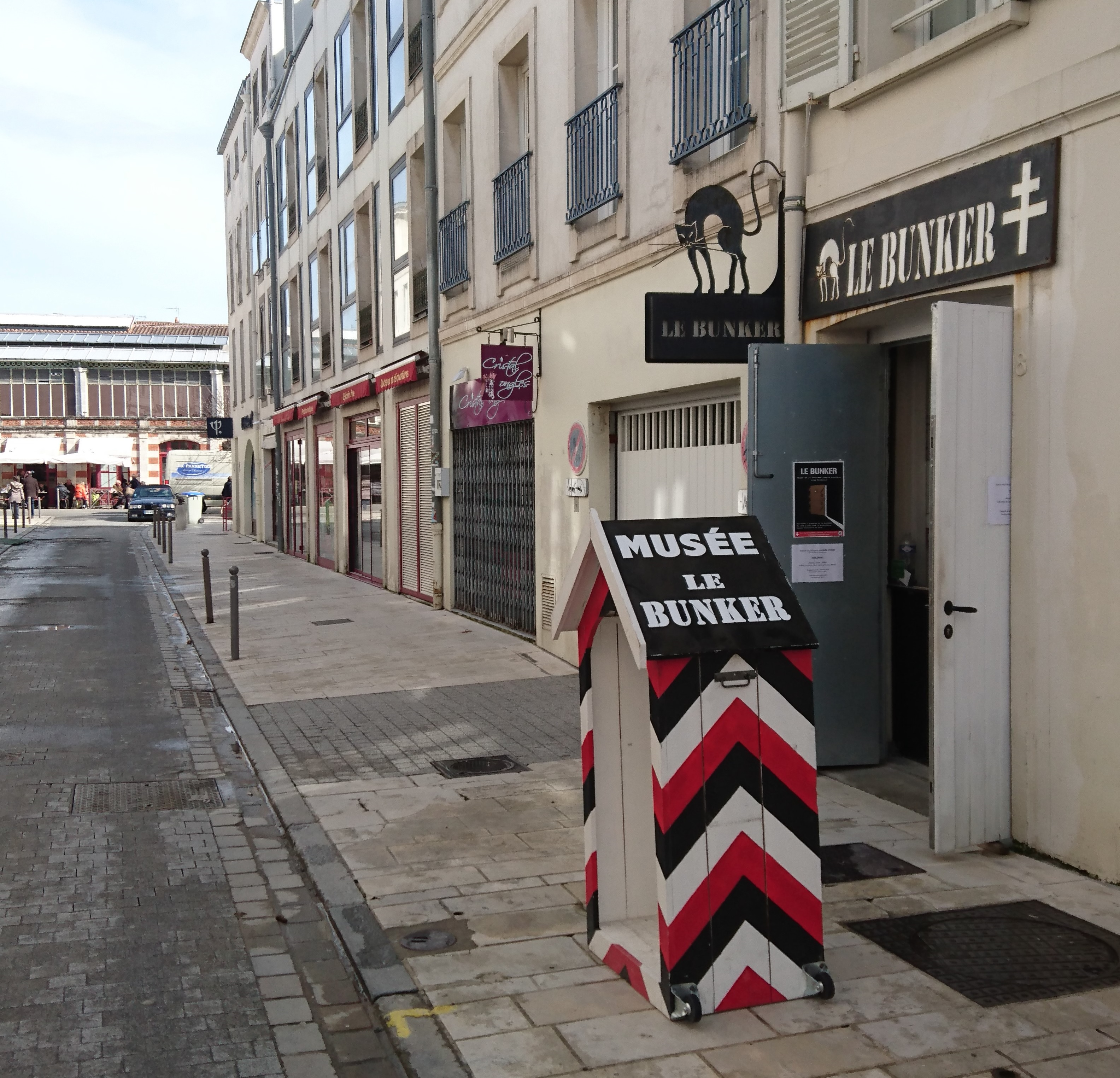

Le Bunker de La Rochelle ou Musée rochelais de la Dernière Guerre est un musée français situé dans la ville de La Rochelle, en Charente-Maritime.

## Présentation
Le Bunker de La Rochelle est un musée sur la Seconde Guerre mondiale, qui traite de l'occupation de la ville de La Rochelle et de ses alentours entre 1939 et 1945. Ce musée comporte une riche collection d'objets, ainsi que de nombreuses photos, documents et vidéos. Autrefois ouvert occasionnellement, Le Bunker se visite tous les jours, sans rendez-vous depuis 2013.
Ce musée est un ancien Bunker original construit durant la guerre 39-45 afin d'y loger les commandants des U-Boote dont les sous-marins étaient stationnés dans la Base sous-marine de La Rochelle.

## Histoire

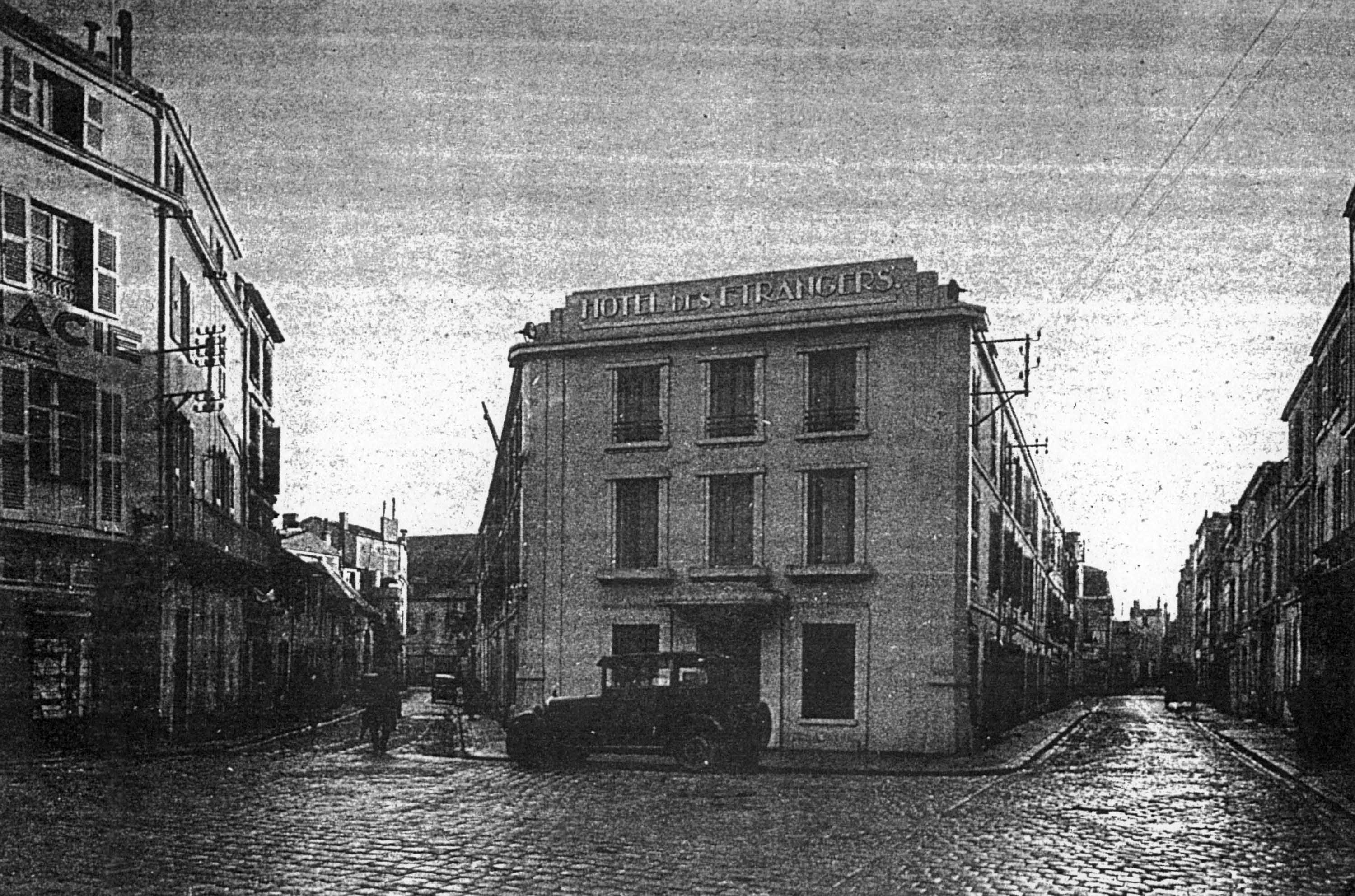
L'Hôtel des étrangers

En 1847, l'hôtel est appelé Hôtel des Étrangers. Le 1er juin 1899, l’Hôtel est racheté par Baptiste Menez. Le 1er mars 1924, René Menez lui succède.

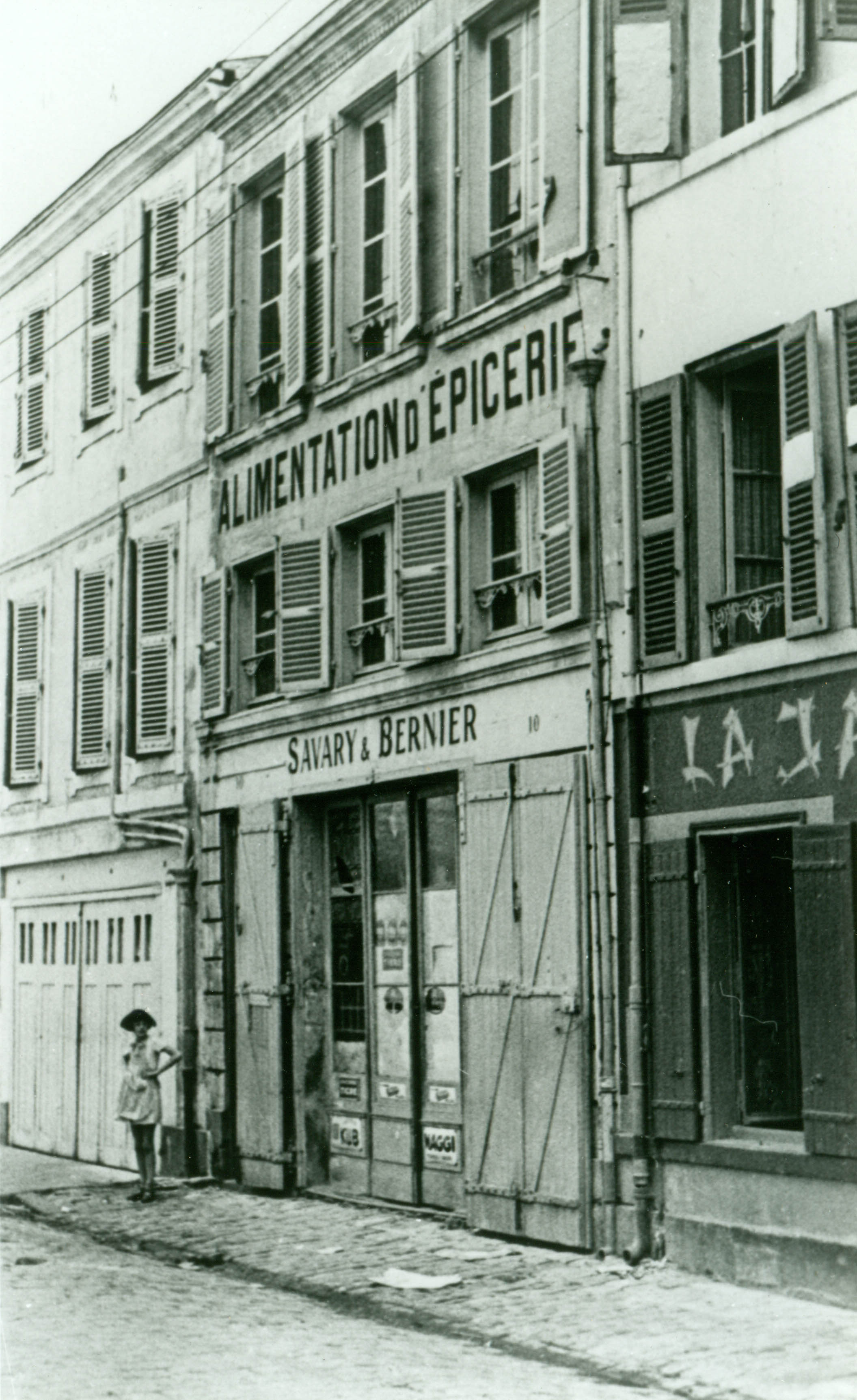
Rue des dames

Dès son arrivée à La Rochelle en 1940, l'armée allemande réquisitionne l'Hôtel des étrangers situé en plein centre ville, puis le réserve à la Kriegsmarine en juin 1941 pour loger les commandants et les officiers des sous-marins. L’établissement de 75 chambres étant devenu trop petit, les deux immeubles situés aux numéros 8 et 10 de la rue des Dames sont à leur tour réquisitionnés et leurs occupants sont relogés dans la ville.
Ces deux immeubles sont rasés et un trou est creusé afin d'y construire un bunker. Un nouvel immeuble est reconstruit au-dessus de ce bunker et devient une extension de l’Hôtel des Étrangers.
À la fin de la guerre, Philippe Menez récupère l’Hôtel, y compris l’extension, et l’exploite jusqu'à sa fermeture en 1975.
En 1981, l’hôtel est racheté par un promoteur immobilier, et la partie la plus ancienne est rasée. Aujourd’hui, ce sont deux résidences, la résidence du Vieux Marché et la résidence des Trois Fuseaux, qui se trouvent à l’emplacement de l’ancien Hôtel des Étrangers.

## Le Bunker[1]
Dès son arrivée à La Rochelle en juin 1940, l’armée allemande réquisitionne l’Hôtel des Étrangers. En juin 1941, il est réservé à la marine allemande qui décide de construire ce bunker, attenant à l’hôtel : il devra servir d’abri, en cas de bombardement, à l’amiral commandant la base sous-marine et aux officiers des sous-marins de la 3e flottille qui vont séjourner dans l’hôtel à partir de novembre.
La construction du bunker, qui va durer jusqu’en octobre 1941, est confiée à l’entreprise du bâtiment allemande Hanbuch & Sohn, sous-traitante de l’Organisation Todt. Les deux petits immeubles aux numéros 8 et 10 de la rue des Dames situés dans le prolongement de l’hôtel sont alors réquisitionnés et leurs anciens habitants relogés ailleurs dans La Rochelle. Ces deux immeubles sont rasés et des pelleteuses font une grande excavation à la place, où sera construit ce bunker de 280 m2 avec des murs de protection de 2 m en béton armé. Il comporte deux grandes chambrées pour un total de 62 officiers et six chambres individuelles notamment pour deux amiraux, un grand bar, un bureau, un local technique et des sanitaires. Sur le bunker est construit un nouvel immeuble pourvu de tout le confort moderne, toujours en place aujourd’hui, qui devient une extension de l’hôtel. Les deux seuls accès au bunker se font par l’hôtel des Étrangers.
La ville de La Rochelle va connaître près de 350 alertes aériennes de juin 1940 jusqu’au 27 août 1944, l’abri a donc beaucoup servi. Le centre-ville historique ne fut heureusement jamais bombardé, les 42 raids de bombardement alliés ayant été tous menés contre la base sous-marine de La Pallice et l’aérodrome de Laleu. A la Libération le 8 mai 1945, après le 5e siège de la ville, le bunker est réutilisé quelque temps par la Marine Nationale. N’ayant pas d’ouverture sur la rue, ses accès sont ensuite fermés par M. Menez, propriétaire de l’Hôtel des Étrangers. Le bunker est alors oublié…
En 1982, l’hôtel est racheté par un promoteur immobilier qui découvre le bunker. L’ancien hôtel est rasé et un immeuble de logement reconstruit à la place, mais que faire du bunker ? Le projet est de le compartimenter en petites caves pour les appartements privatifs du dessus. M. Jean-Luc Labour, travaillant à l’Office du Tourisme de La Rochelle, apprend alors l’existence de ce bunker resté dans son état d’origine, le visite et l’achète au promoteur immobilier, ce qui évite ainsi sa dénaturation. En 1984, ayant réuni une collection de photos et de matériel d’époque, il l’ouvre au public comme « Musée rochelais de la dernière guerre » pendant 10 années, de mai à septembre. À partir de 1994, le bunker n’est ouvert qu’occasionnellement pour les « Rondes de Nuit » organisées par l’Office du Tourisme, les « Journées du Patrimoine » et les « Dîners de guerre » animés par M. Labour. Fin 2012, Luc et Marc Braeuer, déjà créateurs de deux musées en Loire-Atlantique et dans La Manche, aidés par une équipe d’amis et de passionnés d’histoire, le réaménagent. Le bunker est de nouveau ouvert au public depuis mai 2013.

## Le bar du Bunker

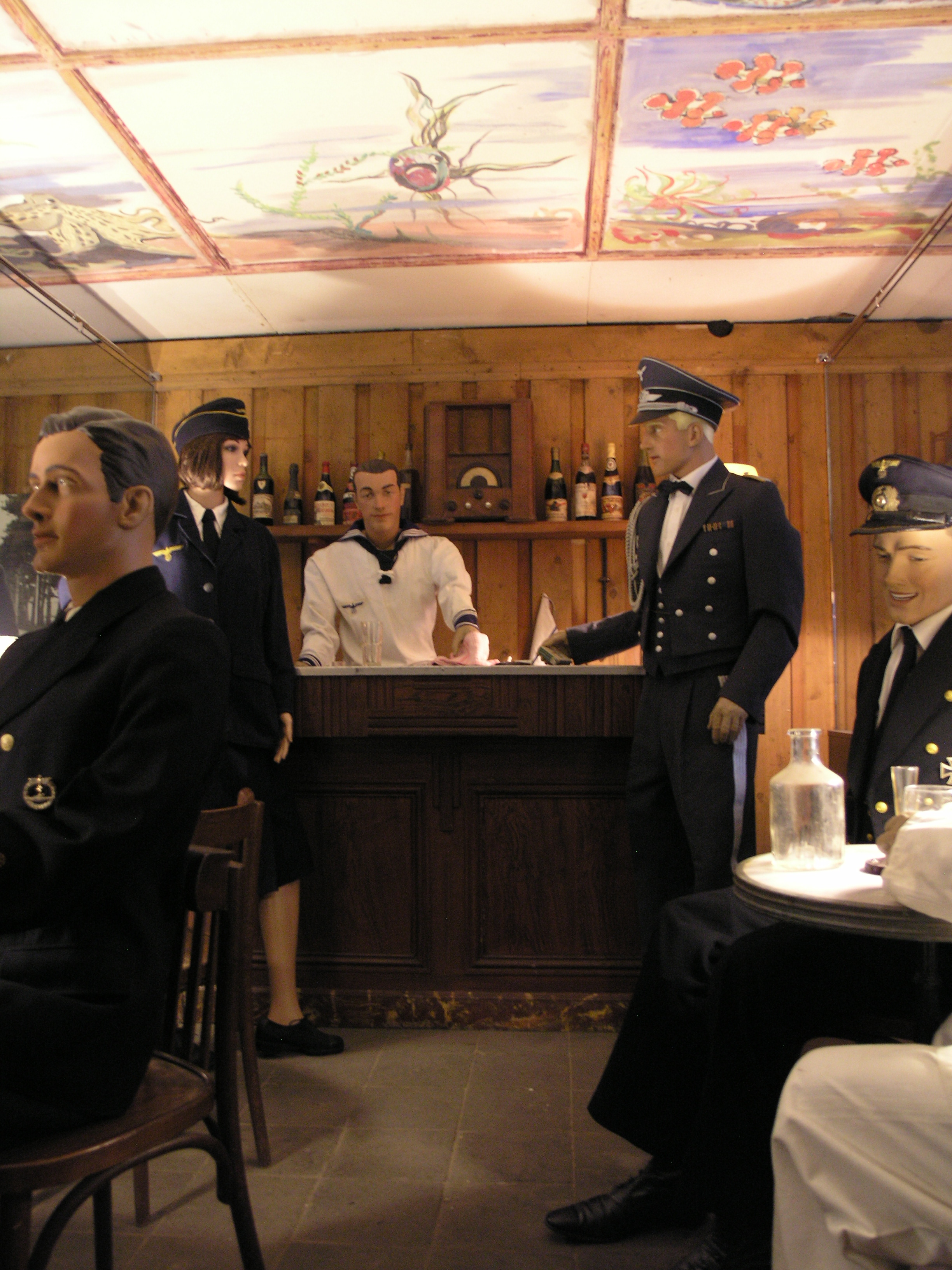

Le bar du bunker de la 3e flottille de sous-marins allemands était très fréquenté par ses officiers, logés juste au-dessus dans l’Hôtel des Étrangers, lors des 350 alertes aériennes subies par La Rochelle. En dehors des alertes, le bar était également ouvert, il accueillait régulièrement des officiers de l’armée de l’Air installés à l’hôtel des Étrangers ou invités par les sous-mariniers. Leurs fêtes étaient très arrosées pour célébrer le retour victorieux d’un équipage ou les veilles de départ en mission, qui pouvaient durer plus de deux mois en mer. D’autant que, à la suite des progrès techniques alliés en matière de lutte anti sous-marine, à partir de mai 1943 l’espérance de vie d’un sous-marinier allemand en opération n’est que de trois semaines en moyenne.
Le bar est resté intégralement dans son état d’origine avec son carrelage, son faux plafond et ses boiseries murales, ce qui est un cas unique en France. Il a été entièrement décoré de fresques marines par deux artistes civiles allemandes originaires de Hambourg. Âgées de 22 ans début 1942, elles travaillaient comme décoratrices dans le magasin de mode Jung & Ferley quand elles ont rencontré dans la rue un officier de la marine allemande affecté à La Rochelle. Il les a convaincues de venir en France pour décorer leurs lieux de vie. Ces deux artistes, embauchées par la marine, ont laissé leur signature sur le mur en bois : Chèr pour Annie Chèrié descendante d’un huguenot français émigré en Allemagne pour fuir les persécutions religieuses et Mon. pour Ruth Monsheimer. Après leur séjour à La Rochelle où elles étaient surnommées Max et Moritz, elles ont continué à travailler à Saint-Nazaire jusqu’en février 1944 pour décorer les casernements des sous-mariniers de la 6e flottille. Elles ont suivi l’exode des U-Boote (en Allemand, ce mot prend un "e" au pluriel) en Norvège et ont peint des fresques à Bergen puis Oslo jusqu’en mai 1945. Elles ont ensuite décoré pendant quelques mois les foyers des soldats britanniques stationnés en Norvège avant de revenir en Allemagne.